# Oldalnézetes akciójáték
Az oldalnézetes vagy 2D-s játékok legfőbb tulajdonsága a kétdimenziós grafika.  Az FPS és a TPS játékok előtt ez volt a legelterjedtebb és legváltozatosabb műfaj. Az oldalnézetes játékok gyakorlatilag minden platformon megjelentek és rengeteg típusuk van. Gyakran készültek ilyen játékok sikeres filmek és rajzfilmek alapján. A kétdimenziós grafika egyértelmű előnye, hogy nem kell nézőpontokkal, kameramozgatással foglalkozni. A játékos legtöbbször oldalnézetben látja a pályát, mozgás közben pedig a pálya együtt halad a játékfigurával (side-scrolling). A látható világot kézzel vagy számítógéppel rajzolták.

## Története
Az első 2D-s játék minden bizonnyal az első videójáték volt, hiszen ugyanúgy 2D-s grafikát használtak. A megjelenítés viszont még elég kezdetleges volt. A színárnyalatokból összesen 256 volt, az objektumok ritkán álltak 10-nél több képpontból és a háttér legtöbbször nem volt vagy teljesen egyszínű volt. Sok játékhoz külön játékgép készült, így annyi különböző játékgép volt a piacon, hogy számon tartani is nehéz lenne.
A 80-as években a növekvő számítógépes erőforrások lehető tették a fejlesztők számára, hogy sablonokat hozzanak létre, amelyekből egy pályát szinte pillanatok alatt létre tudtak hozni. Ezzel a technikával több ezer játék készült és több kreativitás került a játékokba. A legtöbb 2D-s akciójáték a Nintendo és az Atari gépeire készült. A legsikeresebb játékok a Super Mario és a Sonic the hedgehog játékok.
A 90-es években többen próbálkoztak a térbeli látvány megteremtésével. Létrejöttek az izometrikus nézetű játékok (igaz ez a megjelenítés főleg az RTS-eknél volt használt). Az igazi áttörést e téren az id Software Wolfenstein 3D-je érte el. A játék megteremtett egy új műfajt, majd a teljesen 3D-s grafikájú (vektoros) játékok lassan háttérbe szorították a 2D-s játékokat. Ez persze nem azonnal történt - a 2D-s grafikával még mindig sokkal szebb látványt lehetett létrehozni, amikor épphogy megjelentek a 3D-s játékok.
Manapság csak nagyon kevés játékot adnak ki a műfajban. Viszont az ingyenesen elérhető flash-alapú 2D-s játékok továbbra is nagyon népszerűek.

## Ismertebb oldalnézetes vagy 2D-s játékok
- Heart of Darkness
- Oddworld
- Sonic the hedgehog
- Super Mario